# خوانین لرستان

## خوانین لرستان
مهم‌ترین خوانین لرستان خوانین  ایل بیرانوند هستند ، که از نواده دختری کریم خان زند پادشاه عادل ایران می‌باشند که در صحنه سیاست لرستان و کشور نقش مهمی ایفا کرده‌اند ایشان شامل خوانین مرادی و زکی یا همان زینبی می‌باشد قبل از هر چیزی به تعریف کلمه خان می‌پردازیم خان (صورت قدیم خاقان) یک عنوان عالی تُرکی و بیانگر اشرافیت بوده‌است که معنا و مفهوم آن به زمینه‌های تاریخی و اجتماعی بستگی دارد.

## ریشه‌شناسی واژه
بر اساس نظر زبان‌شناس و فیلولوژیست، آمریکایی Alexander Vovin، واژه qaγan از زبان ینی‌سئیایی گرفته شده. این واژه یا کلمه در هزارهٔ پیش از میلاد مسیح به عنوان لقبی در فدراسیون شیونگ‌نو پذیرفته شده‌است و بعدها به دیگر زبان‌ها راه یافت. برخی نیز بر این باور هستند که ریشه‌شناسی واژه «خان» احتمالاً ترکی است، گرچه ممکن است از زبان کره، چین، یا زبان مغول پیوند داشته باشد. دیبو (۲۰۰۷) پیشنهاد می‌کند که ریشه ریشه‌شناسی نهایی خاقان از زبان ایران میانه *hva-kama- «خود فرمانروا، امپراتور» بر اساس دیدگاه بنونیست ۱۹۶۶ می‌آید. Savelyev و Jeong 2020 خاطرنشان می‌کنند که هر دو ریشه ریشه‌شناختی Khagan هستند. و معادل مؤنث آن خاتون ممکن است از زبان‌های ایرانی شرقی، به‌ویژه از «سکاهای اولیه *هواتون» گرفته شده باشد. ' (< *hva-tāvyani)".

## تاریخ
معنا و مفهوم واژه خان به زمینه‌های تاریخی و اجتماعی بستگی دارد و معنی آن بسته به مکان و دوره تاریخی بسیار متفاوت است. به عنوان مثال، در دوره امپراتوری مغول، این عنوان به خانواده نخبگان حاکم به عنوان صفت حاکمیت و تبار در خانواده چنگیزخان محدود می‌شد، در حالی که در زمان صفویان، یک عنوان برای منصب فرماندار بود (پایین‌تر از مقام بیگلربیگی). در اواخر دوره قاجار، هنگامی که عناوین گسترش می‌یافت، استفاده از عنوان خان، از سران قبایل گرفته تا افراد با اقتدار یا صرفاً عنوانی برای احترام بود، و در دوره معاصر در ایران ممکن است به نام هر شخصی به عنوان احترام افزوده شود نا گفته نماند که خان در دوران قجر از نظر زمانی به دو قسم تقسیم می‌شد تا ا. اوایل حکومت ناصرالدین شاه لقب خان به هرکسی داده نمی‌شد و مختص افراد لایق و صاحب منصب بود اما از اواخر دوره ناصری از اهمیت این لقب نسبت به قبل کاسته شد و هرکسی با کارهای خاص یا داشتن مال و مادیات می‌توانست این لقب را اختیار کند. از خان به‌عنوان مکان هم یاد شده به عنوان مثال، خانبالیق (پکن کنونی) پایتخت قوبلای خان. از دوره مغول تا قرن نوزدهم میلادی، عنوان خان از مغولستان تا سراسر آسیای مرکزی و ایران، و در امپراتوری عثمانی مورد استفاده قرار می‌گرفت. امروزه همچنان در آسیای میانه، هند و پاکستان کاربرد دارد، اما در ایران و ترکیه بسیار کمتر استفاده می‌شود.

## خان‌های ایران
- خوانین قشقایی
- خوانین بویراحمدی
- خوانین بلوچ
- خوانین شاهسون
- خوانین لرستان (مهم‌ترین خوانین لرستان خوانین مرادی و زینبی از اولاد میرزااحمدخان بودند)
- خوانین بستک و جهانگیریه
- خوانین جیرفت و رودبار جنوب شاهپوری و مهیمی
- خوانین بختیاری
- خوانین کرمانشاه
- خوانین کردستان

قدری از مطلب اصلی دور شدیم خوانین لرستان که مهم‌ترین آنان نواده دختری کریم خان زند بودند شامل خوانین مرادی و زکی بودند این دو برادر و از اولاد میرزااحمدخان بودند میرزااحمدخان ۴ فرزند به اسامی زیر باقی ماند: عالی جاه عالی شأن مراد خان فرزند ارشد زین‌العابدین خان اول و نوه ارشد میرزااحمدخان بیرانوند که بر تمام اقوام و برادران خود برتری داشت و همین امر منجربه ماندگاری نام وی نسبت به سایر خوانین شد (جد خوانین مرادی که شامل ملک احمد خان، زین العابدین خان، حسین خان، تقی خان، اکبرخان و اصغرخان که این اشخاص نایب الحکومه و مسئول گردآوری مالیات لرستان و دارای ارتش بودند افراد سرشناس خوانین مرادی بعداز فرزندان مرادخان شامل: سهراب خان فرزند حسین خان که تنها نواده مرادخان بود که توانست بر مستند ریاست ایل بیرانوند تکیه زند، حاج سلطان محمدخان، حاج داراب خان مرادی، صیدعالی خان، سرتیپ خان، حسین خان ثانی معروف به خانی، حاج نصرالله خان و از زنان جواهر بانو مرادی بیرانوند که باعث خدمات فراوان به رعیت و کشاورز می‌شد)
پسر ان زکی خان: حسین علیخان (حاج علیخان؛ نظر علی خان؛ باباخان؛ اسدخان؛ حیدرخان؛ رستم خان؛ طهماسب خان؛ خسرو خان؛ شفیع خان)
زکی خان (جد خوانین زینبی که تا سال ۱۳۰۲ بر قسمت اعظمی از لرستان حکومت داشتند. غلامعلی خان (امیر همایون) وعلی مردان خان (امیر اعظم) از این دسته‌اند)
فرضالی و سلطان بدون اولاد از دنیا رفتند.
علی محمد خان (جد خوانین علی محمدی این تیره در سال ل ۱۳۰۲ از رضا شاه لقب سپهوند گرفتند) ایشان هیچ دخالتی در ریاست ایل بیرانوند نتوانستند داشته باشند.

## خوانین بیرانوند
والی زاده معجزی در کتاب ایلات و عشایر لر اشاره می‌کند که در تحقیقات خود متوجه شدم ایل بیرانوند در اول حکومت قاجار همچو اژدهایی زورمند در لرستان ظاهر شده که شاید هیچگاه تا قبل از آن بدینگونه در صحنه سیاست حضور نداشته‌است در نهایت این حضور پررنگ مدیون خوانین مقتدر ایل بوده‌است خوانین ایل بیرانوند در صحنه‌های بین‌المللی و داخلی کشور همیشه حضور پررنگ داشته‌اند. از قرار معلوم حمایت بیرانوندها از کریم‌خان‌زند منجر به ازدواج «بانو» خواهر یا دختر کریم‌خان زند با میرزا احمدخان، جد خوانین بیرانوند شد. این پیوند موقعیت میرزا احمدخان را در منطقه استوار کرد. بیرانوندها پس از سقوط زندیه به لرستان بازگشتند و چون آقامحمدخان قاجار، ایل چگنی را از هرو به نواحی قزوین تبعید کرده بود، زمینهٔ تصرف این منطقه فراهم شد.

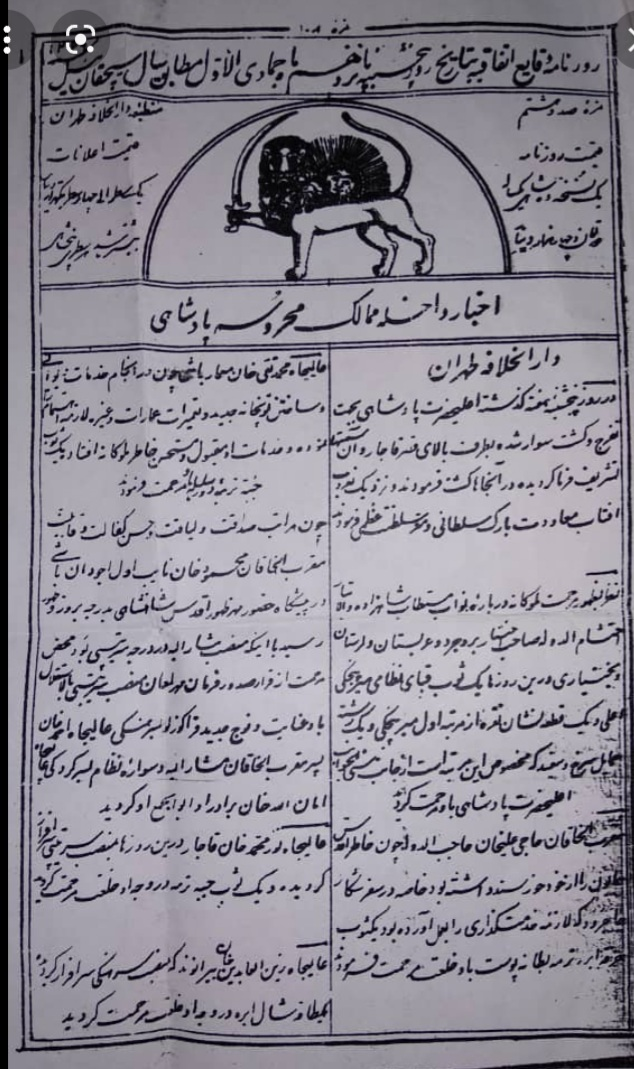
خوانین مرادی بیرانوند

طبق اسناد و مدارک ایل بیرانوند تا قبل از ظهور میرزااحمدخان بیرانوند به‌صورت شورایی اداره می‌شده البته در تمام کشور هم تا زمان حکومت آقامحمدخان قاجار ایلات به‌صورت شورایی اداره می‌شدند از زمان نادرشاه افشار، توجه به جامعه عشایری مدنظر حکومت مرکزی بود و از همان زمان زمزمه‌هایی برای اسکان عشایر مطرح شد ولی از آنجا که حکومت‌ها پایگاه عشایری داشتند و قوای نظامی را اغلب چریک‌های عشایری تشکیل می‌دادند، پادشاهان بیم داشتند با اسکان عشایر از قدرت نظامی حکومت کاسته شود. براساس تحقیقات به عمل آمده توسط پژوهشگران، اولین ساختاری که در ایران برای رسیدگی به امور عشایر راه اندازی شده‌است «شورای عشایری» می‌باشد که در اوایل سلطنت مظفرالدین شاه قاجار برای حل و فصل امور مربوط به عشایر پیشنهاد شد که مرکز آن در تهران بود و در وهله نخست شعبه‌ای نیز در شیراز برای آن درنظر گرفته شد. با روی کار آمدن حکومت قاجار ایلات و عشایر با حکم حکومتی خان بر ریاست ایل منصوب می‌شد ایلخانی یک حکم حکومتی بود که اصولاً لایقترین افراد و کسانی که در ایل مورد تأیید همگان بودند یا بقولی بخاطر رگ و پی بر سایرین ولایت داشتند به ریاست ایل منصوب می‌گشتند این ریاست نشان از بزرگی و ولایت روسا بر ایل مذکور را داشت پس همان‌طور که گفته شد با روی کار آمدن حکومت قاجار نوع حکومت هم تغیر نمود. چون اولاد میرزااحمدخان بر سایرین برتری داشتند توانستند بر ایل ریاست کنند. اما ریاست بر ایل بیرانوند طبق استاد و مدارک دولتی از جمله سیاحنامه‌های مالیاتی و طبق حکم‌های حکومتی در دوران قاجار بر دو نیمه تقسیم شد نیمه اول قاجار از زمان زمام داری آغامحمدخان قاجار اولین شاه دوره قاجار تا اواسط حکومت ناصرالدین شاه ریاست ایل بیرانوند بر عهده خوانین مقتدر و زورمند مرادی بود که از این نسل از شخص عالیجاه عالیشان مراد خان بیرانوند بودند و اینکه هم اولین ریس و سرکرده ایل بیرانوند… خوانین مرادی هم نامشان برگرفته از همین شخص می‌باشد. که بعداز وی سردار ملک احمدخان، سرهنگ زین العابدین خان و سهراب خان تا اواسط حکومت قاجار عهده‌دار ریاست بر ایل بیرانوند بوده‌اند اما پس از خروج خوانین مرادخانی قرعه بنام برادرزادگان مرادخان افتاد یعنی اولاد زکی عهده‌دار ریاست ایل بیرانوند شدند که از آنان هم سه تن طبق اسناد بر ایل بیرانوند ریاست داشته از جمله اسدخان بیرانوند، مهرعلی خان بیرانوند و علیمردان خان بیرانوند تمام افراد نامبرده روسای رسمی ایل بوده‌اند حال ممکن است چندین تن هم تا ریاست ایل به‌صورت رسمی مشخص می‌شده به‌صورت سرپرست ایل بوده باشند که جز روسای رسمی محسوب نمی‌گردند. اما اولین ایلخان بیرانوند پسر ارشد زین العابدین خان؛ عالی جاه عالی شأن مراد خان که جد خوانین مرادی به‌شمار می‌رود که مطرح‌ترین و مشهورترین و شجاعترین نوه میرزااحمدخان بیرانوند بود که نسبت به سایر برداران و اقوام به‌شدت پیشی گرفت تا جایی که نام وی پس از سیصد سال نسبت به شخص میرزااحمدخان یا پدرش زین‌العابدین خان اول مطرح تر و مشهورتر است بگونه ای که سایر برادران زیر سایه نام وی قرار گرفتند، ناگفته نماند که خرقه ریاست در ایل بیرانوند با درایت و ذکاوت مرادخان در اولاد میرزااحمد خان باقی ماند زیرا که پس از سقوط زندیه اولا میرزااحمدخان در این بین گیر داد زند و قاجار از بین رفتند از جمله زین‌العابدین خان اول که حاکم گروس بود و در جنگ داخلی کشته شد پس از آن برای مدتی ریاست از اولاد میرزااحمدخان پس گرفته شد و افراد دیگری ریاست را بر ایل بیرانوند عهده‌دار شدند که از اولاد و نوادگان میرزااحمدخان نبودند اما مرادخان وقتی شرایط را بد برای خود و اقوامش می‌دید دست به کار شد و چاره ای اندیشید زیرا روسای جدید نسبت به اولاد میرازامه بسیار سختگیر و بدبین بودند و برای از بین بردن آنان از هیچ تلاشی فروگذار نبودند پس مرادخان قسمتی از ایل را با درایت خود همراه و همدل خود ساخت بگونه‌ای که ایل به دوقسمت تقسیم شده بود در نهایت بر سر مالیاتی که پیش آمده بود مرادخان ایل را متحد و فرد مورد نظر را از ریاست خلع نمود وقتی خبر به گوش آغامحمدخان قاجار رسید تا بخواهد کاری از پیش ببرد عجل مهلتش نداده و کشته شد پس از او فتحعلیشاه به پادشاهی رسید فتحعلیشاه که نسبت به آغا محمد خان قاجار درک بهتری از اقوام زندیه داشت شرح ماجرا را بدینگونه ختم کرد که تا بچه شیر در میدان است شغال را فرصت جولان نیست و حکم ریاست مرادخان را با یک طاق خلعت برای شخص مراد خان از دربار تهران به لرستان روانه کرد و این نزاع داخلی برای همیشه پایان یافت و تا آخرین ریاست ایل بیرانوند که علیمردان خان امیر اعظم بود و پس از او حاج سلطان محمد خان و عزیزالله خان سپهوند به‌صورت شورایی ایل را مدتی اداره کردند خرقهٔ ریاست بر تن اولاد میرزااحمدخان باقی ماند این خاندان بزرگ از ایل بیرانوند در مواقع خود منشأ خدمات فراوانی برای ایل بیرانوند بودند از تصرف اراضی تا ساخت فوج از فتح هرات و سرخس تا جنگهای جهانی اول که در مقابل روسیه و انگلیس رشادت فراوان نشان دادند و افراد زبده و شاخصی را به جامعه معرفی نمودند یکی از شاخصترین کارها در اواخر قاجار که بسیار در ایران مطرح شد سخنان شیخعلی خان بیرانوند بود که در پاراگراف‌های بعد به‌صورت جداگانه توضیح داده شده این افتخارات نامبرده جز کوچکی از تمامی افتخارات بیشمار خوانین میرزا احمدخانی می‌باشد که در این مقاله برشمرده شده‌اند. به‌طور قطع و یقین اگر شخص عالیجاه عالیشان مرادخان بیرانوند با درایت و ذکاوت خود وارد عمل نمی‌شد اولاد میرزااحمدخان خان توسط ریس انتخابی آغا محمد خان قاجار یا برای همیشه از بین می‌رفتند یا اجازه عرض اندام به هیچ‌کدام آنان داده نمی‌شد تمامی اولاد میرزااحمدخان خان از روسای رسمی ایل تا خانزادگانی که هیچگاه ریاست بر ایل نداشتند همگی مدیون شخص مرادخان بودند که شرایط را مهیا و عزت را به خانواده میرزااحمدخان برگرداند یکی از محققان توانمند لرستان بدین گونه شرح ماجرا کرد که اگر از خودگذشتگی و لیاقت مرادخان جد خوانین مرادی نبود در آن زمان اولاد میرزااحمدخان توسط رقبا از ترس عرض اندام کردن یا همه آنان را از بین می‌بردند یا به‌شکلی آنان را تضعیف می‌کردند که برای همیشه به‌دست فراموشی سپرده شوند، اما همین موقعیت‌شناسی مراد خان باعث شد که پس از ریاست وی بر ایل اولاد میرزااحمدخان منشأ خیر و خدمات فراوان برای ایل بزرگ و مقتدر بیرانوند شوند.
اولین ایلخان خدمات فراوانی را برای ایل بیرانوند به بار آورد ایل بیرانوند اصولاً ایلی بود که تا قبل از به قدرت رسیدن مرادخان بیشتر در کوه علاقه به زندگی داشت که به فرمان مراد خان پس از سالیان درازی ایل دوباره به یکجانشینی رویی آورد تمام تقسیمات ایل بیرانوند که امروز شاهد آن هستیم به همت عالی جاه عالی شأن مراد خان بیرانوند صورت پذیرفته‌است این اولین و مهم‌ترین اقدام ایلخان بیرانوند بود پس از آن چون جمعیت ایل بیرانوند نسبت به سایر ایلات و طوایف بیشتر بود اولین فوج لرستان را بنام فوج بیرانوند بنا نهاد این فوج همچو نیرویی مقتدر و کارآمد در رکاب دولت ایران بود که در صحنه‌های بینالمللی از خود رشادتهای فراوان نشان داد این فوج در جنگهای مهم ارزنه الروم جنگهای هرات و سرخس و ارمنستان از آب خاک این مرزبوم دفاع بی‌نهایت کرده‌است.
همان‌طور که ذکر شد با فرمان عالیجاه عالیشاَن مرادخان بیرانوند ایل بیرانوند یکجانشین شد و با تصرف املاک ذکر شده هرکدام از تیره و طوایف بیرانوند را در محلی مستقر گردانید بعد از آن توانست از افراد زبده ایل بیرانوند فوج ایل بیرانوند را تشکیل دهد این فوج در دفاع از آب خاک ایران نقش حیاتی ایفا نموده و در اوج خود که در زمان ریاست ملک احمدخان پسر مراد خان بر ایل بیرانوند یکی از شاهزادگان قجر به لرستان مراجعت می‌کند و با مشاهده این فوج اینگونه می‌نویسد: این فوج ایل بیرانوند از سربازانی شجاع دلیر و بلندقامت تشکیل شده ریس آن (منظور ملک احمدخان مرادی) سرکرده ای لایق بی‌باک و جنگاور است قطعاً لیاقت امیر تومانی را دارا می‌باشد به گونه ای فوج را آراسته که بموقع جنگ هرگز پشت به دشمن نکرده و تا سر حد مرگ برای دفاع از میهن بی باکانه می‌جنگند. این فوج که از دولت وقت جیره و مواجب می‌گرفته به مواقع جنگ همیشه به‌عنوان پیش قراول بوده و در منابع دیگر به وضوح آورده شده که در زمان ریاست خوانین مرادی بر فوج ایل بیرانوند حتی این فوج از فوجهای آذربایجانی، شاهسون و بختیاری هم قوی تر و منسجم تر بوده از افتخارات این فوج یک نمونه سند ارسال شده در بخش عکسها که در آن ریاست آن عالیجاه سرهنگ زین العابدین خان در روزنامه وقایع الاتفاقیه مورد تشویق شخص ناصرالدین شاه قرار گرفته‌است

## طاق ملک احمدخان بیرانوند
یکی از سرداران دلیر و بی همتای تاریخ لرستان ملک احمدخان بیرانوند بود که فرزند ارشد مرادخان و نوهٔ دختری کریم خان زند بشمار می‌رفت وی چون بینهایت شجاع و جنگاور بود دشمنانش تاب مبارزه رودروی با وی را نداشتند پس دست به تاکتیکی حیله‌گرانه زدند و ملک احمدخان را با استفاده از حیله ای دوستانه به قتلگاه کشاندند و چندین ایل در لرستان همراه ایلی از خوزستان که عرب بودند با همکاری یکدیگر وی را به قتل رساندند ملک احمدخان چون آوازه بینظیری در کشور داشت برادرانش توانستند با حکمی از دربار شاهان قجر به‌طور فجیعی قاتلین را به سزای اعمالشان برسانند اما وی تنها سردار لرستانی و تنها ایلخان مقتدر در کشور است که اجازه داده شد بر قبر وی مقبره ای بنا نهند این مقبره معروف به طاق مَلکَمهِ (طاق ملک احمدخان مراد) بوده و هست این مقبره در محوطه ای باستانی در ۸۰۰متری شمال غربی محوطهٔ گرقلعه به سر و در فاصله ۳ کیلومتری جنوب جاده دشت عباس به آبدانان در نزدیکی روستای مولاب قرار گرفته‌است. ارتفاع این محوطه از سطح آبهای آزاد ۳۹۸ متر و با عرض شمالی ۳۲ درجه و ۴۱ دقیقه و طول شرقی ۴۷ درجه و ۴۴ دقیقه می‌باشد. اسم این مکان بر گرفته از نام سردار بزرگ لرستانی ملک احمدخان مرادی بیرانوند است سقف این طاق به‌شکل گنبدی شکل است این مکان دارای ابعاد ۷۰ تا ۱۰۰ متر می‌باشد ارتفاع این مقبره ۱/۵ تا ۲ متر و در ورودی آن ۶۰ سانتی‌متر عرض و ۱/۵متر ارتفاع دارد کل ارتفاع ارمگاه در حال حاضر ۳متر می‌باشد که وسط سقف گنبدی شکل آن یک حفره برای خروج هوا می‌باشد هرکدام دارای یک پنجره مثلثی شکل در جهتهای شرقی غربی و جنوبی در زیر گنبد است، اضلاع این پنجره‌ها که مثلثی شکل هستند هرکدام ۳۰سانتی‌متر است. ط. ل و عرض آرامگاه ۴در۴ می‌باشد.

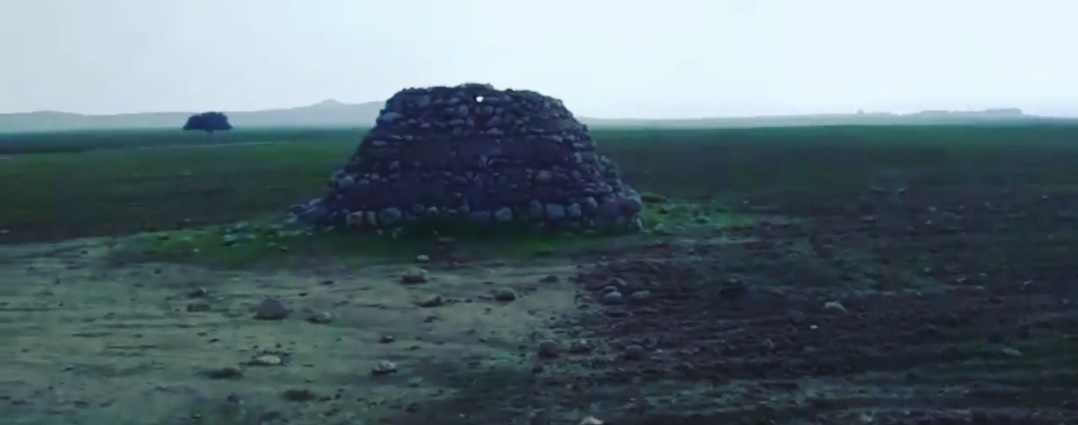
طاق ملک احمدخان بیرانوند ریس ایل بزرگ بیرانوند و امیرتومان فوج ایل بیرانوند

این طاق معروف در دورانی به ناحق توسط خائنین به این آب و خاک تخریب شد که با حکم دولت همان خائنین وطن فروش مجبور به ساخت این مقبره شدند چون این مقبره جز آثار باستانی محسوب می‌شد با هماهنگی میراث فرهنگی بازسازی شد هرچند که سنگ قبری گرانبها بر آن بود و شمشیر طلایی معروف ملک احمدخانی هم طبق گزارش‌ها توسط همان وطن فروشان بسرقت رفت.

### خاطرات لیارد از ملک احمد خان
اوستن هنری لایارد در کتاب سفرنامه لیارد به دیدار والی پشت کوه می‌رود که می‌نویسد به من گفتن والی برای مراسم عقد دختر ملک احمد خان ریس ایلات ولایت لرستان برای پسرش به کیوره رفته راهی شدیم وقتی به آنجا رسیدیم برای دیدار با خوانین مذکور از سه نوع نگهبان بایستی عبور میکردیم اول فراشباشیان دم در بودند که گویا اجرای حکم برای خان انجام میدادند بعداز آن از یکسری افراد تا دندان مسلح باید میگذشتیم که نزدیک سیصد تن بودند ( معروف به قیطول) بعداز گذشتن از آنان نگهبانان داخلی بودند که از آنها گذشتیم والی پشت کوه و ملک احمد خان بیرانوند شان به شان هم نشسته بودند کسی اجازه نداشت نزدیک این دوتن بنشیند احمد خان با سلامی سرد مارا راهنمایی کرد پایین قالی زببا روی یک نمد بنشینم اما ابوالحسن خان را دستور داد بالاتر از من بنشیند. ملک احمد خان رو به من کرد و چند سوال در مورد کشتی های انگلیسی در آبهای ایران پرسید من گفتم که اینان برای تجارت است اگر دولت و بزرگان ایران اجازه دهند برای رونق تجارت است ظاهراً مورد قبول ملک احمد خان واقع نشد و برافروخته شد گفت این جاسوس انگلیس است چهره اش با خشم زایدالوصف بسیار ترسناک و ترس بر دل هر جنبنده‌ای یا انسانی مینداخت محمد تقی خان و شفیع خان روسای ایلات بختیاری همراه من بودند کاملآ ملک احمد خان را میشناختند درگوش من گفتند ملک احمد خان مردی تند خو و شدیدالعمل است در سرتاسر ایران به بی‌باکی جسارت و قصاوت قلب شهرت دارد چون اینان در گوش من زمرمه میکردند چشمانم به ملک احمد خان خیره بود دیدم از جای برخاست شمشیر از نیام برکشید آن را با گستاخی تمام رو به ایلخان بختیاری گرفت همین امر منجر شد من آماده دفاع از خود شوم همینکه شمشیر به طرف ما بود با خشمی زایدالوصف گفت این بطور قطع یقین جاسوس انگلیس است و منجربه بدبختی و فلاکت ایلخان بختیاری خواهد شد یک لحظه جمع را سکوتی فرا گرفت من از این برخورد و گستاخی ملک احمد خان بسیار ناراحت شدم اما والی که انسان رعوف تری بود مرا به جای کشاند و از نوع رفتار ملک احمد خان با من عذر تقصیر خواست 

## شیخعلی خان بیرانوند
یکی از شجاعانه‌ترین سخنان تاریخ ایران که هر منطقه ای سعی داشت این سخن را به خود نسبت دهد این سخن است: امیر لشکر این‌جایی که ما هستیم لرستان است تنگه زاهد شیر اگر عقاب بخواهد بر فراز آن بال بزند و به پرواز دربیاید باید پرهای خود را به نشانه باج بر زمین فرو بریزد. این متن که با زبان شیخعلی خان بیرانوند گفته شده‌است در کتاب خاطرات سپهبد امیراحمدی امیر لشکر غرب و فرمانده کل ارتش ایران به وضوح از ان سخن به میان آمده‌است آن‌طور که مشخص است شیخعلی خان بیرانوند به‌عنوان نمایندهٔ علیمردان خان بیرانوند ریس و سرکرده ایل بیرانوند با سپهبد امیر احمدی دیداری در جهت مذاکره برای صلح داشته‌اند که در کتاب خاطرات امیراحمدی به وضوح از دلاوری جنگاوری و شجاعت خوانین ایل بیرانوند یاد شده و حتی خوده فرمانده کل هم انتظار چنین جسارت و شجاعتی از این مردمان نداشته که بعدها در کتاب خود تحت عنوان خاطرات نخستین سپهبد ایران امیراحمدی به وضوح از این دلاوری‌ها یاد کرده‌است منبع اصلی سخن اگر عقابی بر آسمان بال بزند یا پرواز کند باید پرهایش را به باج بپردازد همین کتاب سپهبد امیر احمدی می‌باشد اما متأسفانه در چهار گوشه این کشور بارها دیده شد که هر شهر و استانی این سخن را به بزرگان خود به اشتباه یا عمدی یا سهوی نسبت می‌دادند اما با زحمات محققان جوان و توانمند لرستانی و مطالعه منابع اصلی منبع این سخن گرانبها مشخص گردید و منبع آن هم خدمت تمام تاریخ دوستان ارایه شد این سخن دقیقاً در کتاب خاطرات نخستین سپهبد ایران امیر احمدی بدینگونه شرح داده شده‌است امیر لشکر این‌جایی که ما هستیم لرستان است تنگه زاهد شیر اگر عقاب بخواهد بر فراز آن بال بزند و به پرواز دربیاید باید پرهای خود را به نشانه باج به خوانین بیرانوند بر زمین فرو بریزد. در ادامه شرح کامل ماجرا را در این مقاله می‌بینید
شیخعلی خان بیرانوند یکی از سرداران شجاع تاریخ ایران و لرستان که سبب بی‌باکی و تهور بی نظیر در رزم با ارتش روس و انگلیس و حکومت مرکزی و غیرت و غرق نسبت به لرستان و ایران جایگاه ویژه ای در بین مردم لرستان داشت.
شیخعلی خان بیرانوند به همراه چندصد سوار زبده در اجتماع مردم لک و لر در قصرشیرین برای مقابله با ارتش روسیه طی جنگ جهانی اول شرکت نمود و رشادت‌های زیادی از خود نشان داد. شیخعلی خان بیرانوند به همراه پسرعمویش علیمردان خان بیرانوند در مقام فرماندهی تفنگداران ایل بیرانوند ضربات مهلکی به ارتش روسیه وارد آوردند به طوری که به جز چند سالدات روس که موفق به فرار شدند بقیه آنها را قتل‌عام کردند. در زد و خورد ایل بیرانوند با حکومت ظالم قاجار نیز شیخعلی خان بیرانوند جانانه با آنها مقابله نمود و ضربات سختی بر پیکر حکومت قاجار وارد ساخت. و بارها تا نزدیک تهران بر آنها تاختند. در سال ۱۳۰۱ شیخعلی خان به انتقام خون علیمردان خان بیرانوند قیام نمود و تنگه زاهدشیر خرم‌آباد را به کمک تفنگداران ایل بیرانوند سد نمود. سپهبد امیراحمدی در این رابطه می‌نویسد:
به من گزارش دادند که، شیخه رئیس طایفه بیرانوند، در نزدیکی تنگ زاهد شیر در میان یکی از تیره‌های بیرانوند توقف کرده‌است. من فرد لری را نزد او فرستادم که نزدیک تنگ زاهدشیر آمده با من ملاقات کند. طولی نکشید که مشارالیه با قریب چهارصد پانصد نفر تفنگچی به طرف من آمد یک نفر از نظامیان را فرستادم، به او پیغام دادم که تفنگچیها را دور بگذارد و به تنهایی نزد من بیاید؛ چنانچه من هم به تنهائی در جلو تنگ هستم. مشارالیه پس از چند دقیقه نزد من آمد. قبلاً من فکر می‌کردم که شیخ علی خان رئیس طایفه بیرانوند با داشتن فهم بسیار و قیافه طبیعی و ساختمانی متناسب خواهد داشت. ولی وقتی او را ملاقات کردم تعجیم بسیار شد؛ زیرا این مرد بسیار قوی هیکل بود و از موی سرش تا نزدیک سینه اش که باز بود یکپارچه پشم سیاهی بود که به هم متصل شده بود و از نزدیک گردن او تا روی شانه اش که یک سرداری مشکی دربرداشت… از او پرسیدم که فارسی می‌فهمی؟
اشاره کرد که بله. گفتم: سواد داری؟ گفت: خیر. گفتم: اعلامیه مرا خوانده‌ای؟ گفت: بلی. گفتم خوب فهمیده‌ای؟ گفت بلی گفتم شیخ علی خان، هدف ما همان است که در اعلامیه نوشتیم. غیر از آن عملی انجام نخواهیم داد آنچه نوشته‌ام، اوامر دولت است که من باید آن را اجرا کنم و اجرا می‌کنم اما خود من هم یک سیاستی از نقطه نظر فرماندهی در نظر دارم که به موقع اجرا بگذارم و آن این است که من در نظر دارم یک نفراز رؤسای طوایف پیشکوه را در مقابل والی پشتکوه به والیگری پیشکوه برقرار کنم که در اردوکشیها و اصلاحات لرستان و تأمین سعادت لرستانیها شریک کار ما باشد. آنچه جستجو کردم، بهترین فرد تو را انتخاب کردم زیرا در جنگهای اطراف بروجرد، که من در تحت فرماندهی افسران روس در حکومت قوام الدوله به سیلاخور آمدم، همه جا با تو تماس حاصر کردم و تو را مرد رشیدی و فرد قابلی دریافتم بنابر این در نظر دارم تو را به والیگری پیشکوه بر قرار کنم لکن شیخ علی خان تو باید بدانی که فرمان این مقام باید از طرف دولت صادر بشود. من نمی‌توانم مقام والیگری را بدون حکم دولت به شما بدهم برای آنکه بتوانم من این فرمان را از دولت صادر کنم، پیشنهادی دارم که شما آن را اجرا کنید، این فرمان برای شما صادر خواهد شد و به سعادت بزرگی نائل خواهی آمد. پیشنهاد من این است این تیره یاراحمد را] که از طایفه بیرانوند می‌باشد و در جلو تنگ زاهدشیر زندگی می‌کنند و تو ریاست آنها را دارا هستی، در موقعی که ما به تنگ زاهدشیر رسیدیم، جلو اردوی مرا گرفتند چند نفر از نظامیان را به قتل رساندند. تو فردا چند قبضه از تفنگهای آنها را جمع‌آوری کن با یک نامه به خرم‌آباد نزد من بفرست. عبارت نامه این باشد که چون این تیره از طایفه من نفهمیده جلو نظامیان را گرفتند و چند نفر از آنها را به قتل رساندند، من هم برای تنبیه آنها را خلع سلاح کرده و تفنگهای آنها را بدین وسیله تقدیم دولت می‌کنم من این نوشته تو را به تهران می‌فرستم و صداقت و صمیمیت تو را با این نوشته تأیید و تصدیق می‌کنم و فرمان والیگری برای تو صادر می‌نمایم. وقتی مطالبم تمام شد، منتظر بودم با آن زبان آرام و متینی که این مطالب را در فکر او تزریق کردم، اظهار تشکر کند و از من بپذیرد این دستور را لکن، دفعتاً قیافه او تغییر کرد و با یک صورت برافروخته به من گفت امیر غرب این حرفها [را]نزن! اینجا تنگ زاهدشیر است. عقاب اگر بخواهد از روی تنگ عبور کند، پر و بالش را ریخته‌است. اگر تو بخواهی از لرستانی تفنگ بگیری تیکه بزرگی که از این قشون به دست تو خواهد آمد، یک گوش خواهد بود که در بروجرد تحویل بگیری. من از جسارت و تهور این مرد بسیار متعجب گشتم و فهمیدم که این مطالب آهن سرد کوبیدن است و در وجود او تأثیر نخواهد داشت. با خنده به او گفتم: از مذاکرات با تو بسیار خوشوقت شدم… در نتیجه بین لشکر غرب به فرماندهی سپهبد امیراحمدی و تفنگداران بیرانوند به رهبری شیخعلی خان بیرانوند نبردهای خونینی درگرفت و مبارزان ایل بیرانوند از مرد و زن جانفشانی نمودند و توانستند تعداد زیادی از لشکر مجهز امیراحمدی را بین ببرند. در نتیجه امیراحمدی مبادرت به بمباران هوایی مبارزان ایل بیرانوند نمود و تعداد زیادی از آنها را به طرز وحشیانه قتل‌عام نمود و خرم‌آباد فتح شد. سپس ایل بیرانوند در مناطق اطراف خرم‌آباد و کبیرکوه سنگر گرفتند. سرانجام پس از چند ماه امیراحمدی با حیله و نیرنگ و قران مهر کرده شیخعلی بیرانوند به همراه چند تن دیگر از سران بیرانوند را به خرم‌آباد کشانده، دستگیر و در اواخر اسفند ۱۳۰۲ اعدام کرد.

## علیمردان خان بیرانوند
علیمردان خان بیرانوند سردار وطن‌پرست ایرانی از قوم لر و لک زبان ملقب به سالارمظفر و امیراعظم معروف به «شاه مردو» که به سبب در اختیار داشتن چند هزار سوار زبدهٔ مسلح و یورش شجاعانه به ارتش روس و انگلیس و تار و مار کردن آنها در جنگ جهانی اول، قساوت نسب اجانب و همچنین به دلیل سخاوت و متحد کردن چهارگوشه لرستان توانست شهرت و محبوبیت بسیاری در بین مردم لرستان و غرب ایران پیدا کند. او هرگز سر سازش با حکومت ظالم قاجار و نیروهای روس و انگلیس را نداشت.
علی مردان خان اعظمی بیرانوند از بزرگ‌ترین فرمانروایان مردمی و یکه‌تاز غرب ایران که توانست به مدت چند سال لرستان قدیم [شامل لرستان فعلی ایلام شمال استان خوزستان و جنوب استان کرمانشاه و استان مرکزی و قسمت‌هایی از استان همدان] را از حکومت مرکزی جدا کند.
این فرمانروای بزرگ تاریخ پدر مرتضی خان اعظمی و پدربزرگ دکتر هوشنگ اعظمی پزشک مشهور و انسان دوست می‌باشد.
علیمردان خان به واسطه شجاعت، درایت، سخاوت، جسارت و مردم داری از تمام خوانین لرستان پیشی گرفت و همه مطیع امر و نهی او شدند.
تا زمانی که ایشان زنده بود احدی از نیروهای حکومت مرکزی، روس‌ها و انگلیسی‌ها پا را فراتر از بروجرد نگذاشتند.
قوای بیرانوند به فرماندهی علیمردان خان اعظمی بیرانوند، ظل السلطان پسر ظالم ناصرالدین شاه را که احدی از حکام و والی‌ها جرئت رویارویی با او را نداشتند در خرم‌آباد شکست داده و غارت کردند.
ایل بیرانوند به سرکردگی علیمردان خان بیرانوند در نبردی اتحاد نیروهای قاجار به فرماندهی نظام السلطنه والی پشتکوه و سالارالدوله را درهم کوبید به طوری که افراد اشاره شده برای درامان ماندن از امیر اعظم علیمردان خان بیرانوند دادخواست نامه ای تحت عنوان دادخواست صلح ارائه کردند و تحت شرایطی مورد پذیرش امیر اعظم قرار گرفت.
طی جنگ جهانی اول روس‌ها که وارد خاک ایران شدند به لرستان نیز آمدند و تا بروجرد پیشروی کردند… و در پیچ خم کوه‌های لرستان ایلات و عشایر با آن‌ها درگیر شده و ایل بیرانوند به فرماندهی علیمردان خان بیرانوند در مقابل آنان با مردانگی قابل وصفی ایستادگی کردند به طوری که نیروهای روس را شکست دادند و تا قم بر آنها تاختند. نیروهای قاجار چندین بار به قصد فتح لرستان به آنجا حمله کرد و هربار به دلیل وجود این سردار دلیر شکست می‌خورد. شکست‌های مکرر قاجار به فرماندهی از قوای بیرانوند و لرستان به فرماندهی علیمردان خان اعظمی بیرانوند موجب شد تا سپهبد امیراحمدی طی نقشه ای چند نفر از ایادی خود را به عنوان خدمت‌کار نزد او بفرستد و علیمردان خان نیز آنها را به عنوان مستخدم و خدمه پذیرفت. سرانجام این ایادی نفوذی قاجار موفق شدند در اسفند ۱۳۰۱ علیمردان خان بیرانوند معروف به دروازه لرستان را ترور کنند. ترور علیمردان خان اعظمی به فاتحان لرستان کمک به سزایی کرد زیرا تا زمانی که این بزرگمرد در قید حیات بود همه مطیع امر و نهی او بودند ولی بعد از ترور وی لرستان به چند دسته تقسیم شده و هر دسته طرفدار یک نفر شدند.